# Новокадамово
Новокадамово — посёлок в Октябрьском районе Ростовской области.
Административный центр Артемовского сельского поселения.
Население — 1478 человек.

## География

### Улицы
| - ул. 60 лет СССР, - ул. Гагарина, - ул. Западная, - ул. Клубная, - ул. Мирная, - ул. Новая, | - ул. Октябрьская, - ул. Первомайская, - ул. Райниса, - ул. Садовая, - ул. Северная, - ул. Сенная, | - ул. Степная, - ул. Центральная, - ул. Шоссейная, - пер. Молодёжный, - пер. Транспортный. |

## История
В январе 1931 года на базе отделения совхоза «Горняк» был создан совхоз «Артемовец». Газета «Красный шахтер» в № 83 от 4 мая 1931 года в статье "Совхоз «Артемовец» рассказывает о том, что сев закончен к 14 апреля и выполнен на 113 %. Лучшие трактористы: Колесников — план сева выполнил на 124,6 %; Подолин — на 124,5 %; Яцухин — на 124 %; Ткачев — на 123,5 %.
Росла продуктивность животноводства, росли урожаи полей. Совхоз набирал силу. В 1939 году участниками ВДНХ были доярки: Попова Мария Никифоровна, надоила молока на 1 корову — 3631 литров молока, Рыбалкина Фекла Степановна — 2676 литров, Авдеева Пелагея Андреевна — 2448 литров (газета «Знамя Октября» № 24 от 12.03.1940 г.).
Участником Великой Отечественной войны был будущий директор совхоза «Артемовец» — Иван Евгеньевич Рябчук, которому было присвоено звание «Заслуженный агроном Российской Федерации».

## Население
| 2010 |
| ---- |
| 1562 |